# Mesomexovis variegatus
Espèce
Synonymes
- Vaejovis variegatus Pocock, 1898
- Vaejovis punctatus variegatus Pocock, 1898
- Hoffmannius punctatus variegatus (Pocock, 1898)

Mesomexovis variegatus est une espèce de scorpions de la famille des Vaejovidae.

## Distribution
Cette espèce est endémique du Mexique. Elle se rencontre au Guerrero, au Morelos, au Puebla et dans l'État de Mexico.

## Description
Le mâle syntype mesure 36 mm et la femelle syntype 45 mm.

## Systématique et taxinomie
Cette espèce a été décrite sous le protonyme Vaejovis variegatus par Pocock en 1898. Elle est considérée comme une sous-espèce de Vaejovis punctatus par Hoffmann en 1931. Elle suit son espèce dans le genre Hoffmannius. Elle est élevée au rang d'espèce dans le genre Mesomexovis par González Santillán et Prendini en 2013.

## Publication originale
- Pocock, 1898 : « The scorpions of the genus Vaejovis contained in the collection of the British Museum. » Annals and Magazine of Natural History, sér. 7, vol. 1, p. 394-400 (texte intégral).